# Jason Hobson
Jason Hobson (Swansea, 10 febbraio 1983) è un rugbista a 15 britannico, internazionale per l’Inghilterra, che gioca come pilone nel Bristol.

## Biografia
Proveniente dall'Exeter, milita dal 2003 nel Bristol salvo una parentesi ai London Wasps.
In Nazionale “A” dal febbraio 2008 nel Sei Nazioni di categoria, è stato convocato da Brian Ashton per la Nazionale maggiore in vista del tour in Nuova Zelanda del giugno 2008.